# 山頂現象
山頂現象（さんちょうげんしょう）は、山頂において見られる植生の形態を表す現象で、植物がさまざまな要因により山頂とそれ以外の場所で異なった生態系を示している場合を指す単語。

## 特徴
しばしば他に見られない独自の景観となる。具体的には樹木の生長が悪く、場合によっては低木や草地である例もある。これは、山頂部がその山塊でもっとも突出した地点であるため、風当たりが特に強かったり、水条件が悪かったりするなど、特殊な条件下にあるためと思われる。
また、山では垂直分布といわれる一種の帯状分布が知られ、標高が高くなるに連れて寒地の植物が見られるが、山頂周辺ではその標高から期待されるよりもより標高の高い地域に見られるものが出現する例がある。